# Vespadelus douglasorum
Vespadelus douglasorum es una especie de murciélago de la familia Vespertilionidae.

## Distribución geográfica
Es endémica de Australia. Sólo se encuentra en  la región de Kimberley, en Australia Occidental.